# دانة فلسطينية
الدانة  الفلسطينية أو الغصة الفلسطينية (باللاتينية: Ballota philistaea) نوع نباتي يتبع جنس الدانة من الفصيلة الشفوية من رتبة الشفويات.

## البيئة والانتشار
موطنها بلاد الشام.